# I. e. 275
Évszázadok: i. e. 4. század – i. e. 3. század – i. e. 2. század
Évtizedek: i. e. 320-as évek – i. e. 310-es évek – i. e. 300-as évek – i. e. 290-es évek – i. e. 280-as évek – i. e. 270-es évek – i. e. 260-as évek – i. e. 250-es évek – i. e. 240-es évek – i. e. 230-as évek – i. e. 220-as évek
Évek: i. e. 280 – i. e. 279 – i. e. 278 – i. e. 277 –  i. e. 276 – i. e. 275 – i. e. 274 – i. e. 273 – i. e. 272 – i. e. 271 – i. e. 270

## Események

### Hellenisztikus birodalmak
- II. Antigonosz makedón király szövetségüket megpecsételve feleségül veszi I. Antiokhosz szeleukida uralkodó féltestvérét, Philát.
- Babilon lakóit átköltöztetik a közeli Szeleukeiába, ezzel Babilon végképp elveszti jelentőségét.
- Spártában IV. Arkhidamosz királyt II. Eudamidasz váltja.

### Itália
- Rómában Manlius Curius Dentatust és Lucius Cornelius Lentulus Caudinust választják consulnak.
- Manlius Curius a beneventumi csatában visszaveri Pürrhosz támadását. Pürrhosz úgy dönt, hogy visszatér Épeiroszba. Tarentum békét kér. Az ezt követő diadalmeneten először mutatnak be elefántot Rómában.

## Születések
- Hamilkar Barkasz, karthágói államférfi és hadvezér

## Halálozások
- Démokharész, athéni államférfi
- Sen Tao, kínai filozófus

## Fordítás
- Ez a szócikk részben vagy egészben  a(z)   275 v. Chr. című német Wikipédia-szócikk ezen változatának fordításán alapul.  Az eredeti cikk szerkesztőit annak laptörténete sorolja fel. Ez a jelzés csupán a megfogalmazás eredetét és a szerzői jogokat jelzi, nem szolgál a cikkben szereplő információk forrásmegjelöléseként.